# Jungiella slovenica
Jungiella slovenica är en tvåvingeart som beskrevs av Wagner 1993. Jungiella slovenica ingår i släktet Jungiella och familjen fjärilsmyggor. Inga underarter finns listade i Catalogue of Life.